# Epidèmia de còlera de 1834 a Catalunya
El còlera va arribar a Europa el 1817 pel moviment de les tropes angleses colonials de l'Índia a altres països del sud i est asiàtic. Abans, els grans estralls epidèmics havien estat la pesta, la febre groga, i la verola, front a la que ja es disposava de vacuna. Durant la segona pandèmia de còlera, la malaltia va arribar a la península Ibèrica a Vigo en 1833 en un vaixell anglès procedent de Portugal.

## L'epidèmia
A principis de juliol de 1934 es va publicar la reial ordre de l'establiment dels cordons sanitaris, i de les condicions de les cases d'observació i quarantena a Barcelona, les viatgers procedents d'Aragó i València havien d'esperar-se dos dies per entrar a la ciutat, i els de Múrcia, Madrid i Castella sis dies de quarantena i desinfecció de la seva roba. Es reduí l'horari d'obertura dels portals i es prohibí l'entrada de carros, cavalleries, matalassos i demés estris a la ciutat, es prohibiren les reunions nombroses, es tancaren les escoles i es va fer que les misses se celebressin a l'aire lliure, i al ports'establí que els vaixells de ports no infectats haurien de fer quarantena de cinc dies i els de ports infectats, de deu.
En 1834 la malaltia va arribar a Catalunya pel vapor Tritón, que va salpar de Toló, on la malaltia estava estesa, i conduïa militars de la Legió Estrangera Francesa des de França al nord d'Àfrica, i aquests van desembarcar a Tarragona el 16 d'agost i a Roses el 20 d'agost, on els militars van passar la malaltia als civils i d'aquest contacte la malaltia es va propagar per les ciutats, arribant a la Barceloneta l'agost, i el 4 de setembre intramurs de Barcelona i aguditzant la crisi econòmica que vivia el Principat.
A Barcelona, que en aquell moment encara estava emmurallada, superpoblada amb la immigració de la revolució industrial, amb edificis alts en carrers estrets, humits, sense ventilació i obacs, i població que bevia i del rec Comtal, que tenia zones descobertes on arribaven aigües fecals, i d'altres fonts també contaminades, va provocar 3.344 morts dels 122.141 habitants que tenia.

## Conseqüències
La crisi econòmica, la mortalitat del còlera, l'anticlericalisme contra els ordes religiosos pel seu suport als carlins durant la guerra civil, i força dels carlins a les zones rurals van provocar la bullanga de 1835.
Hi hagueren nous brots a Roses en 1835 i Cadaqués en 1837 provinents de França, i durant la segona meitat del segle xix es succeïren epidèmies de Còlera a Catalunya en 1854, 1865 i 1885, i una de febre groga de Barcelona de 1870.